# HD 151566
HD 151566 ( eller HR 6236) är en dubbelstjärna i den norra delen av stjärnbilden Akterskeppet. Den har en kombinerad skenbar magnitud av ca 6,45 och är mycket svagt synlig för blotta ögat där ljusföroreningar ej förekommer. Baserat på parallaxmätning inom Hipparcosuppdraget på ca 6,2 mas, beräknas den befinna sig på ett avstånd på ca 500 ljusår (ca 160 parsek) från solen. Den rör sig bort från solen med en heliocentrisk radialhastighet på ca 25 km/s.

## Egenskaper
Primärstjärnan HD 151566 A är en vit till blå jättestjärna av spektralklass A5 III. Den har en radie som är ca 6 solradier och har ca 52 gånger solens utstrålning av energi från dess fotosfär vid en effektiv temperatur av ca 7 000 K.
Följeslagaren är en jättestjärna av spektralklass F7 III med skenbar magnitud av 7,33. Den hade 1991 en vinkelseparation av 3,10 bågsekunder från primärstjärnan vid en positionsvinkel av 42°.